# 요격기

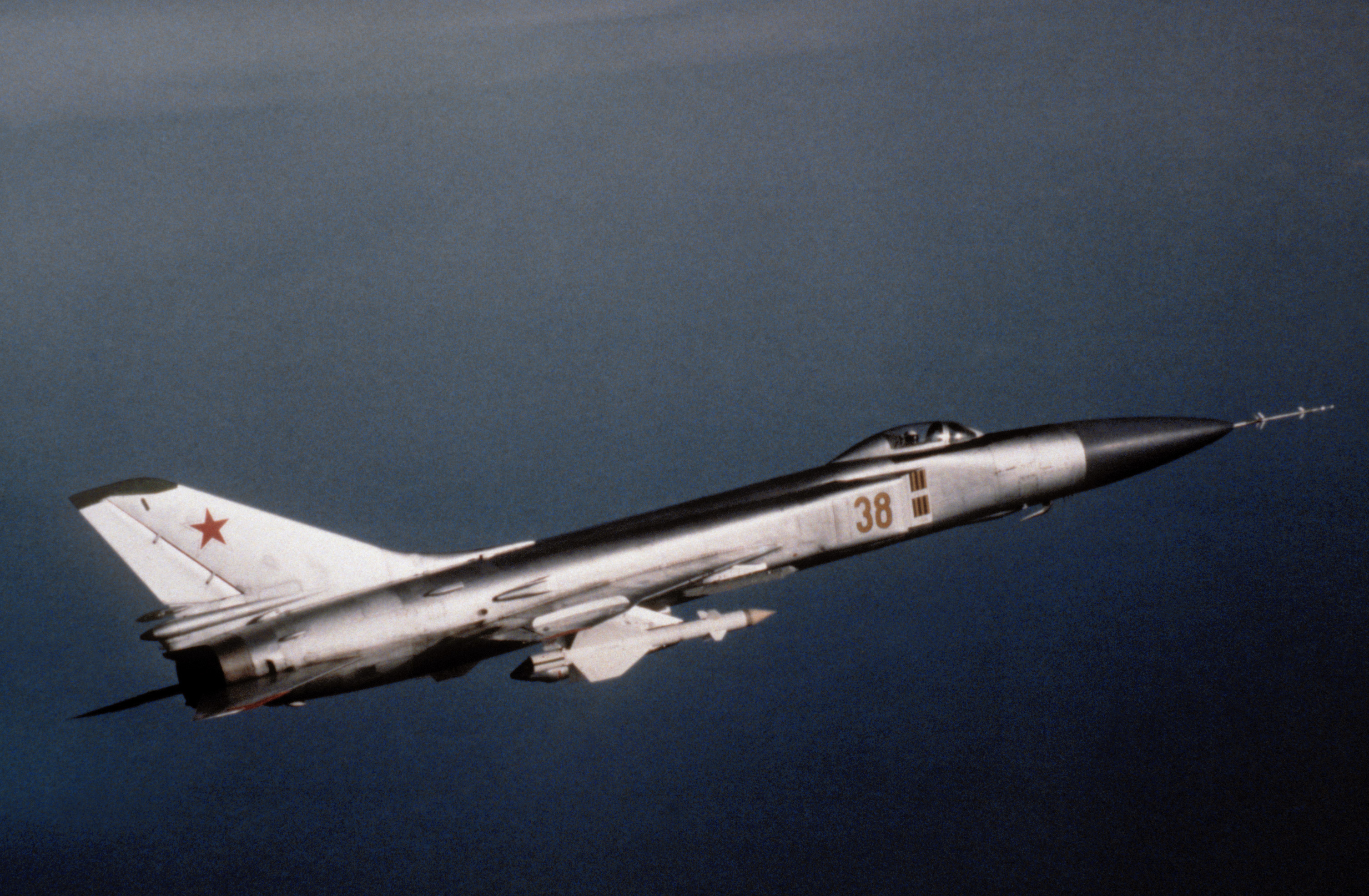
수호이 Su-15

요격기(邀擊機, 영어: Interceptor aircraft)는 적의 군용기, 특히 폭격기와 정찰기를 요격하는 데 특화된 군용기이다. 대개 속도와 상승고도는 우수하나 기동성과 항속거리는 일반 전투기보다 떨어진다.
1960년대를 거치면서 전투기의 기술이 비약적으로 발전해 일반 전투기도 요격 임무를 수행할 수 있게 되었고, 실제 전략적 위협의 대상이 폭격기에서 대륙간탄도유도탄으로 변화하면서 요격기는 퇴조한다. 오늘날 요격기는 거의 찾아볼 수 없으며, 1960년대 이후로 개발된 요격기는 파나비아 토네이도 ADV나 미코얀 MiG-31 정도가 있을 뿐이다.